# Sasang-gu
Sasang-gu là một gu (quận) ở trung tâm Busan, Hàn Quốc. Quận này có diện tích 35,84 km², dân số khoảng 275.000 người. Sasang trở thành một quận của Busan năm 1995.

## Phân cấp hành chính
Sasang được chia thành 8 dong (phường) pháp lý, tổng cộng có 14 dong hành chính như sau:
- Mora-dong (3 dong hành chính)
- Deokpo-dong (2 dong hành chính)
- Jurye-dong (3 dong hành chính)
- Samnak-dong
- Gwaebeop-dong
- Hakjang-dong
- Eomgung-dong
- Gamjeon-dong (2 dong hành chính)

## Thành phố Kết Nghĩa
- quận Cam Tỉnh Tử, Đại Liên, Cộng hòa Nhân dân Trung Hoa